# Směrnice (předpis)

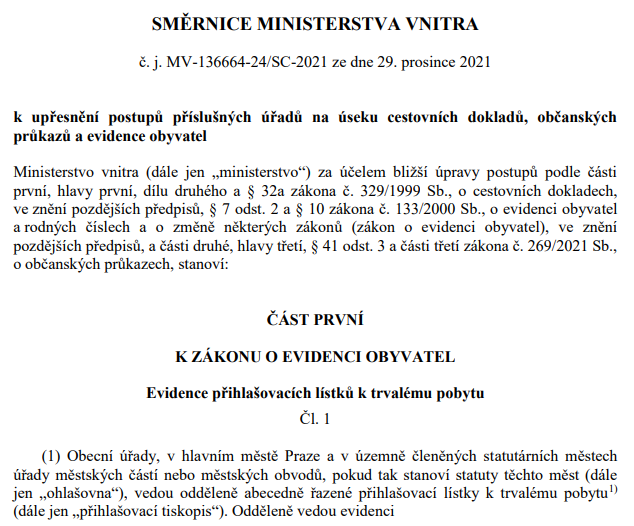
Příklad směrnice Ministerstva vnitra

Směrnice je označení pro některé vnitřní předpisy, vydávané zpravidla orgány veřejné moci.

## V českém právu
V ČR jsou vydávány směrnice ministerstev a ostatních ústředních orgánů státní správy, které se dotýkají státní správy vykonávané orgány krajů a orgány obcí (přenesená působnost). Zabývá-li se směrnice úkoly spadajícími do několika odvětví státní správy, vydávají ji příslušná ministerstva společně, jejich vydávání koordinuje ministerstvo vnitra. Koordinace prostřednictvím směrnic se provádí tehdy, jde-li o věc zásadní povahy, která vyžaduje jednotnou celostátní úpravu, zejména pokud jde o zabezpečení jednotné aplikace právního předpisu či usnesení vlády. Ministerstva jsou povinna zasílat návrhy směrnic všem krajům a vybraným obcím k připomínkám. Pro připomínkové řízení musí stanovit přiměřenou lhůtu, nejméně 15 dnů ode dne odeslání směrnic k připomínkám.

## V evropském právu
Směrnice EU je normativním právním aktem Evropské unie. Směrnice je specifický nástroj harmonizace předpisů členských států, především v oblasti, kde má EU jen nevýlučné pravomoci. Vedle unijních nařízení a unijních normativních rozhodnutí jsou směrnice jedním ze tří základních normativních aktů orgánů EU. Adresáty směrnic jsou přímo členské státy – většinou všechny, je však možné, aby směrnice byla určena jen několika členským státům. Směrnice jsou transponovány (včleněny) do právního řádu daného státu.

## V právu USA
Ve Spojených státech amerických je činnost orgánů výkonné moci koordinována prezidentem prostřednictvím výkonných nařízení, prezidentských proklamací a také prostřednictvím směrnic (anglicky: directive). Patří mezi ně například:
- Směrnice - všeobecný rozkaz č. 1, vydaná 22. září 1945 Harrym S. Trumanem - pokyny pro okupaci Japonska
- Směrnice o národní bezpečnosti a domácí bezpečnosti č. 51, vydaná 4. května 2007 Georgem W. Bushem - stanovení postupu pro případ katastrofické události
- Prezidentská politická směrnice, vydaná 14. října 2016 Barackem H. Obamou - normalizace vztahů mezi Spojenými státy a Kubou
- Směrnice o vesmírné politice-1, vydaná 11. prosince 2017 Donaldem J. Trumpem - stanovení cíle v podobě návratu lidské posádky na Měsíc a přípravy mise na Mars